# بیلی مک‌کی
بیلی مک‌کی (ایرلندی: Liam Mac Aoidh)‏‏(۱۲ نوامبر ۱۹۲۱ – ۱۱ ژوئن ۲۰۱۹)، یک جمهوری‌خواه ایرلندی و یکی از اعضای بنیان‌گذار و رهبر ارتش موقت جمهوری‌خواه ایرلند بود.

## دوران کودکی
مک‌کی در ۱۲ نوامبر ۱۹۲۱ در بلفاست زاده شد و در ۱۹۳۹ میلادی به ارتش جمهوری‌خواه ایرلند (IRA) پیوست. در جریان جنگ جهانی دوم، ارتش جمهوری‌خواه ایرلند تعدادی از حملات پی در پی مسلحانه را در ایرلند شمالی که معروف به پیکار شمالی بود، به راه انداخت. مک‌کی به‌خاطر نقشی که در این پیکار داشت، دستگیر گردیده و تا ۱۹۴۶ میلادی در زندان جاده کروملین محبوس شد. در ۱۹۵۶ میلادی، ارتش جمهوری‌خواه ایرلند یک پیکار مسلح دیگر را در مخالفت با تقسیم ایرلند، به‌نام پیکار مرز آغاز کرد. مک‌کی بار دیگر دستگیر گردیده و تا پایان این پیکار بدون محکمه به زندان افکنده شد. او در ۱۹۶۲ میلادی از زندان آزاد گردید.
پس از آزادی، او به عنوان فرمانده نظامی تیپ بلفاست در ارتش جمهوری‌خواه ایرلند گماشته شد. با این وجود، پس از این‌که مک‌کی به تقاضای از جانب نیروهای انتظامی شاهی اولستر مبنی بر استفاده نکردن از بیرق سه رنگ ایرلند در یک رژه جمهوری‌خواهان رضایت داد و در نتیجه جدالی میان سایر جمهوری‌خواهان ایجاد شد، مک‌کی در ۱۹۶۳ میلادی از سمت خود کنار رفت. بیلی مک‌میلین به‌جای او به عنوان فرمانده گماشته شد.
در طول دهه ۱۹۶۰ میلادی، مک‌کی به تدریج از ارتش جمهوری‌خواه دور شد. او از تأکید فزاینده سازمان بر سوسیالسم و سیاست‌های اصلاحی در رابطه به «مبارزه مسلحانه» بیشتر دل‌سرد شد. مک‌کی یک رومان کاتولیک پارسا بود و همه روزه در آیین عشای ربانی شرکت می‌کرد. در نتیجه، او از وارد شدن آنچه ایده‌های «کمیونستی» می‌خواند به جنبش جمهوری‌خواه بسیار احساس ناراحتی می‌کرد.

## انشعاب ارتش جمهوری‌خواه ایرلند
در جریان آشوب‌های اوت ۱۹۶۹ در ایرلند شمالی، آشوب‌های جدی میان ملی‌گراهای کاتولیک ایرلندی، وفاداران به پروتستان و نیروهای انتظامی شاهی اولستر در بلفاست ظهور کرد. مک‌کی شدیداً از ارتش جمهوری‌خواه ایرلند به دلیل ناتوانی در دفاع از مناطق کاتولیک در جریان این اغتشاشات انتقاد کرد. در ۱۴ اوت ۱۹۶۹، مک‌کی، جو کاهیل و تعدادی دیگر از فعالین جمهوری‌خواه ایرلندی، خانه‌های را در جاده کشمیر تصرف کردند، اما چون آن‌ها تسلیحات ضعیف داشتند، نتوانستند از کاتولیک‌های ایرلندی در جاده بمبی جلوگیری نموده و مردمان بخش‌های از جاده کوپار و جاده کشمیر که از خانه‌های خود بیرون شده و به آشوب‌های فرقی پرداخته بودند، قسمتی از شهر را دچار درگیری نمودند. در نتیجه این آشوب‌ها، مک‌کی از فرمانده نظامی بلفاست، بیلی مک‌میلین و رهبری ارتش جمهوری‌خواه ایرلند در دوبلین انتقاد کرد که نتوانستند یک برنامه واضح را برای مدیریت اغتشاشات مدنی ترتیب دهند. در ۲۲ سپتامبر ۱۹۶۹، مک‌کی و یک تعداد دیگر از مردان منسوب به جنبش جمهوری‌خواه ایرلند با اسلحه به جلسه‌ای که از جانب مک‌میلین دعوت شده بود آمدند و تلاش کردند تا او را از فرماندهی ارتش‌جمهوری‌خواه ایرلند در بلفاست برطرف کنند. آن‌ها در این کار موافق نشدند، اما اعلام کردن که دیگر از رهبری ارتش جمهوری‌خواه ایرلند در دوبلین دستور نمی‌گیرند. در دسامبر ۱۹۶۹، ارتش جمهوری‌خواه ایرلند به دو دسته، ارتش موقت جمهوری‌خواه ایرلند که متشکل از شبه‌نظامیان سنتی مانند مک‌کی بود و ارتش رسمی جمهوری‌خواه ایرلند که متشکل از رهبران مارکسیست قبل از انشعاب و پیروان آن‌ها بود، منشعب شد. مک‌کی که از جانب ارتش موقت مورد حمایت قرار داشت در سپتامبر ۱۹۷۰ به شورای ارتش ملحق شد.

## ارتش موقت جمهوری‌خواه ایرلند
مک‌کی نخستین فرمانده تیپ بلفاست ارتش موقت جمهوری‌خواه ایرلند شد. از همان آغاز، خصومت‌های مقطعی میان مردان مک‌کی و یاران سابقش در ارتش رسمی جمهوری‌خواه ایرلند وجود داشت، چون آن‌ها برای کنترل مناطق میهن‌پرستان باهم رقابت می‌کردند. با این حال، ارتش موقت به دلیل این‌که خود را با اعتمادترین مدافعین جامعه کاتولیک می‌دانستند، به سرعت دست بالاتری به‌دست آوردند.
مک‌کی شخصاً با اقدامی که او در ۲۷ ژوئن ۱۹۷۰ انجام داد، به‌طور چشم‌گیری باعث ایجاد این چنین یک تصویر شد. تنش‌های در منطقه اردوین در شمال بلفاست پس از رژه فرقه نارنجی بروز کرد و سه پروتستان در درگیری مسلحانه میان افراد ارتش موقت جمهوری‌خواه ایرلند و وفاداران پروتستان کشته شد. در واکنش به این روی‌داد، وفاداران به پروتستان آمادگی گرفتند تا به ناحیه آسیب‌پذیر کاتولیک نشین شارت استراند در سمت شرق بلفاست حمله کنند. وقتی مک‌کی از این برنامه آگاه شد، او با چند مرد و تسلیحات به سوی شارت استراند شتافت و در کلیسای سینت متیو موقعیت گرفت. در جریان درگیری مسلحانه مسلسل پنج ساعته، مک‌کی زخمی شده و یکی از افراد وی کشته شد، از جانب مقابل نیز حداقل چهار پروتستان کشته شد.
در ۱۵ آوریل ۱۹۷۱، مک‌کی و پراینسیاس مک‌ایرت هنگامی‌که با خود یک اسلحه دستی حمل می‌کردند، توسط ارتش بریتانیا دستگیر گردید. او که برای داشتن سلاح متهم شده بود، مجرم شناخته شده و در زندان جاده کروملین محبوس گردید و کاهیل به‌جای وی سِمت فرمان‌دهی تیپ بلفاست را بر عهده گرفت.
در ۱۹۷۲ میلادی، مک‌کی برای به رسمیت‌شناسی زندانیان ارتش جمهوری‌خواه ایرلند به عنوان زندانیان سیاسی، یک اعتصاب غذا را به راه انداخت. جمهوری خواهانی که قبلاً بدون محکمه به زندان افکنده شده بودند، از مرتبه ویژه‌ای برخوردار بودند، اما نه زندانیانی که به یک جرم محکوم شده بودند. هنگامی که مک‌کی به مرگ نزدیک شده بود، ویلیام وایتلا مرتبه کتگوری ویژه را پذیرفت، هرچند او به‌طور رسمی مرتبه زندانی سیاسی را اعطاء نکرد، اما به‌طور تلویحی این مرتبه نشان‌دهنده ماهیت سیاسی حبس بود.
مک‌کی در ۴ سپتامبر ۱۹۷۴ از زندان آزاد شد و مجدداً سِمت خود به عنوان فرمانده تیپ بلفاست را برعهده گرفت. ارتش موقت جمهوری‌خواه ایرلند در این زمان درخواست یک آتش‌بس را نمود و مک‌کی همراه با روایری او برادایگ در گفت‌گوهای صلح با دفتر ایرلند شمالی در شهر دری دخیل بود. وی همچنین دسامبر ۱۹۷۴ در گفت‌گوهای با فرقه پروتستان در فریکل، شهرستان کلر دخیل بود و اشتیاق خود برای پایان دادن به خشونت را اظهار نمود.
با این حال، در همین مدت، مک‌کی دستور یک سلسله حملات فرقه‌ای را بر علیه پروتستان‌ها و همچنین حملات مجدد را بر جمهوری‌خواهان رقیب در ارتش رسمی جمهوری‌خواه ایرلند صادر کرد. مک‌کی برای این کارش، به‌طور سنگینی از جانب برخی فعالین ارتش موقت جمهوری‌خواه که در حلقه جیری آدامز جمع شده بودند، مورد انتقاد قرار گرفت.

## اواخر زندگی
فرقه‌ای به رهبری آدامز توانست مک‌کی را با رأی اعضاء در سال ۱۹۷۷ از شورای ارتش جمهوری‌خواه ایرلند خارج نموده و بلافاصله او را از رهبری سازمان بیرون کند. در این مدت، سلامت مک‌کی روبرو به واخمت گرایید و او دوباره فعالیت‌های خود در ارتش جمهوری‌خواه را از سر نگرفت. او پس از تقسیم حزب شین فین در ۱۹۸۶ میلادی، به حزب جمهوری‌خواه شی فین پیوست.
در سال‌های بعدی، مک‌کی، برندان هاگز و تامی مک‌کیرنی منتقد توافق‌نامه بلفاست و سیاست‌های اصلاح‌طلبانه شین فین بودند.
بیلی مک‌کین به عمر ۹۷ سالگی در ۱۱ ژوئن ۲۰۱۹ درگذشت. خاکسپاری وی در ۱۵ ژوئن ۲۰۱۹ در قسمت غرب بلفاست انجام شد. تابوت وی به‌وسیله یک کالسکه تفنگ انتقال داده شد.